# Сулейман Суфі
Сулейман Суфі (*д/н — 1388) — володар Хорезму в 1380—1388 роках.

## Життєпис
Походив з династії Суфі. Син хорезмшаха Юсуфа Суфі та Шакар-бега (доньки Узбека, хана Золотої Орди). У 1380 році після поразки Хорезма та загибелі батька у війні з Тимуром розпочав відновлення влади над Хорезмом. Йому протистояли Баланхі та Маїнг, між якими Тимур, відходячи з Хорезму, розділив панування. Протягом 1380 року Сулейману Суфі вдалося здолати цих супротивників та відновити владу в Гурганджі.
Згодом він доклав значних зусиль для відновлення сплюндрованих міст, іригаційної системи та створення нового війська. Водночас уклав союз з Тохтамишем, ханом Золотої орди, та Камар ад-Діном, ханом Могулістану, давніми ворогами Тимура. У 1386 році розпочав бойові дії проти останнього. Коли його союзники діяли в Семиріччі та на Кавказі, Сулейман здійснив похід на Мавераннахр. Під час цього походу були спалені місто Карші і палац Занджирсарай, взято в облогу міста Самарканд і Бухара, але їх не вдалося захопити.
У відповідь Тимур повернув війська з Кавказу й у 1387 році рушив проти Хорезму. Після запеклої боротьби у 1388 році ворог захопив столицю Гургендж, самого Сулеймана було страчено, а його державу приєднано до володінь Тимура.